# میکل ارسه
میکل ارسه (انگلیسی: Mikel Arce؛ زادهٔ ۱۵ ژوئن ۱۹۸۴) بازیکن فوتبال اهل اسپانیا است.
از باشگاه‌هایی که در آن بازی کرده‌است می‌توان به باشگاه فوتبال سن‌خوزه ارث‌کوئیکز اشاره کرد.